# Os Protegidos da Princesa
O Grêmio Cultural Esportivo e Recreativo Escola de Samba Os Protegidos da Princesa (mais conhecida como Os Protegidos da Princesa ou simplesmente Protegidos) é uma escola de samba brasileira da cidade de Florianópolis, Santa Catarina. 
Fundada em 1948, é a mais antiga escola de samba da cidade, além de ser a escola mais vezes campeã do carnaval local, também tem a posição de escola de samba com o maior número de títulos de campeã do Brasil. A escola tem como berço a região central de Florianópolis, sendo originária dos arredores da atual Rua Major Costa, e tendo como reduto atual o Morro do Mocotó.

## Histórico

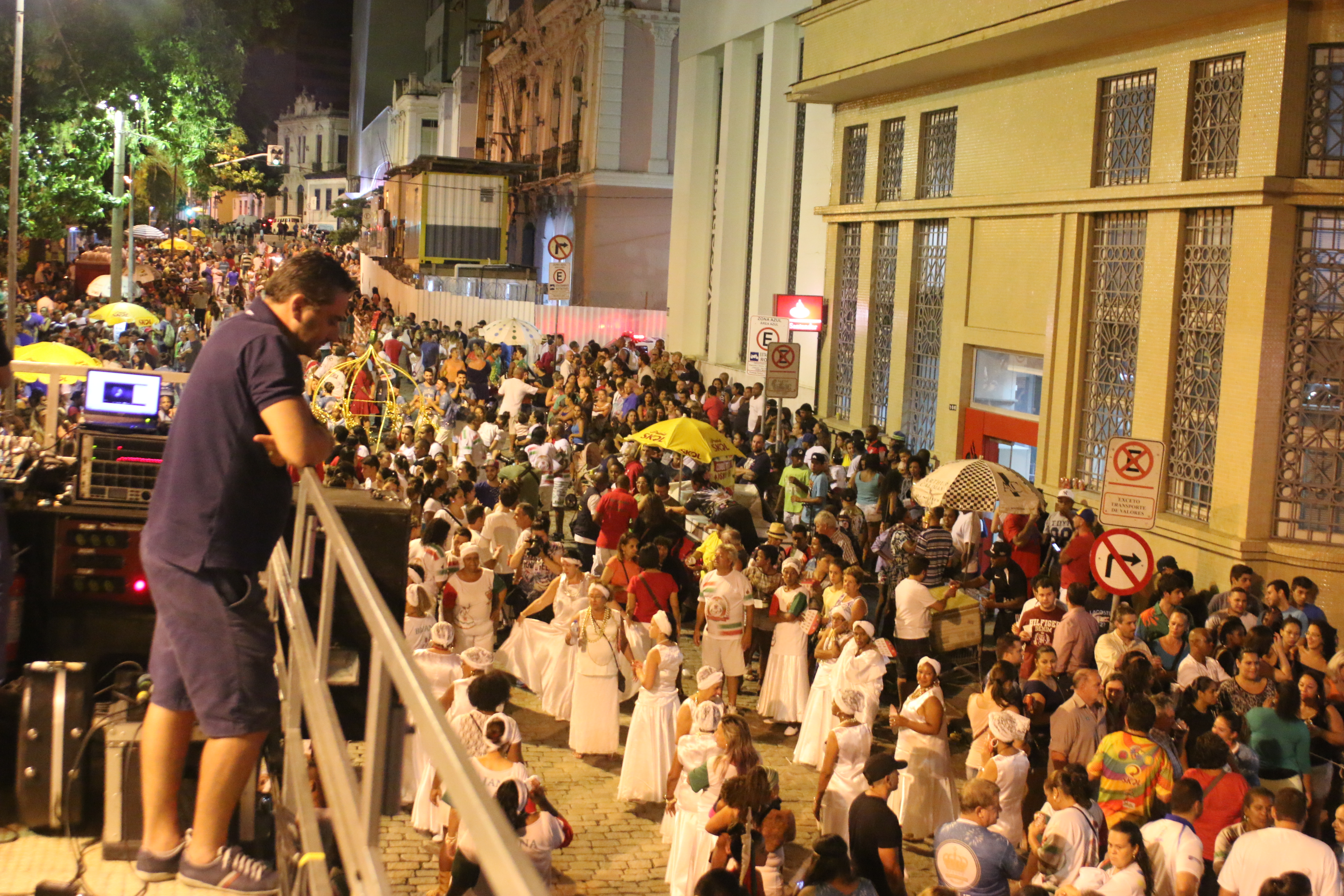
Um ensaio "Volta a Praça XV" da Protegidos. A Praça XV de Novembro foi o local dos primeiros desfiles da escola e do carnaval de Florianópolis.

Libânio da Silva Boaventura, Íbio Rosa, Sílvio Serafim da Luz e Benjamin João Pereira foram os fundadores da Protegidos. A escola surgiu de uma conversa entre os quatro amigos na tarde do dia 18 de outubro de 1948, no 5° Distrito Naval, onde na atualidade fica o Campus Florianópolis do Instituto Federal de Santa Catarina. Eles eram oriundos de um grupo carnavalesco que desfilava fantasiados de índios Bororós. Durante a conversa, eles concluíram que faltava na cidade uma escola de samba, como as que haviam no Rio de Janeiro - os marinheiros que vinham do Rio ajudaram a trazer o samba pra cidade, e a influência da então capital federal era grande. O nome da escola faz referência ao ato de libertação dos escravos por Isabel do Brasil.
A escola foi declarada de utilidade pública pela Lei Nº 777/66, sancionada em 13 de setembro de 1966 pelo município de Florianópolis.
Ao longo do tempo apresentou os enredos mais diversificados, fazendo muitas homenagens a figuras da história. No ano de 1977 fez uma homenagem a Anita Garibaldi com o enredo "Heroína de dois mundos" e ficou com o campeonato. Em 1978 apresentou "Cruz e Sousa – Alegria do povo e orgulho da raça" e foi bicampeã. Foi tricampeã em 1979 com o tema foi "A visita da Família Imperial a Santo Amaro da Imperatriz".
Na década de 1980 a escola foi campeã em apenas duas oportunidades, em 1981 e 1983.
Depois de um longo jejum voltou a ser campeã em 2001 fazendo uma homenagem ao tenista Gustavo Kuerten com o enredo "O Manezinho que Encantou o Mundo". Em 2002 foi bicampeã com o enredo "Uma Ópera na Avenida. Carlos Gomes - O Guarany", título este divido com a Copa Lord.
No ano de 2009 com uma homenagem ao falecido Beto Carrero, denominado "Beto Carrero, o Herói Cavaleiro do Brasil: Uma Arquitetura da Alegria!" a escola terminou na 3º colocação. Em 2010 com o enredo: "Um grito em favor da vida, Energia Renovável a Terra Preservada", consagrou-se vice-campeã, com 261,2 pontos, e a Bateria Furiosa conquistou o tricampeonato do Concurso Tamborim de Ouro, sendo a melhor na passarela. 
Em 2014, após 12 anos, voltou a ser campeã com o enredo "O Divino Zumblick", sobre o artista Willy Zumblick, e no ano seguinte, foi bicampeã com o enredo "Emoldurada pelo mar, uma história que me representa – crônica de uma cidade em transformação", que homenageou o centenário da Associação Comercial e Industrial de Florianópolis (ACIF). Este foi o 26º título da escola, o que torna a escola a mais vencedora do país, a frente da tradicional escola carioca Portela, que tem 22 títulos.

## Segmentos

### Presidentes

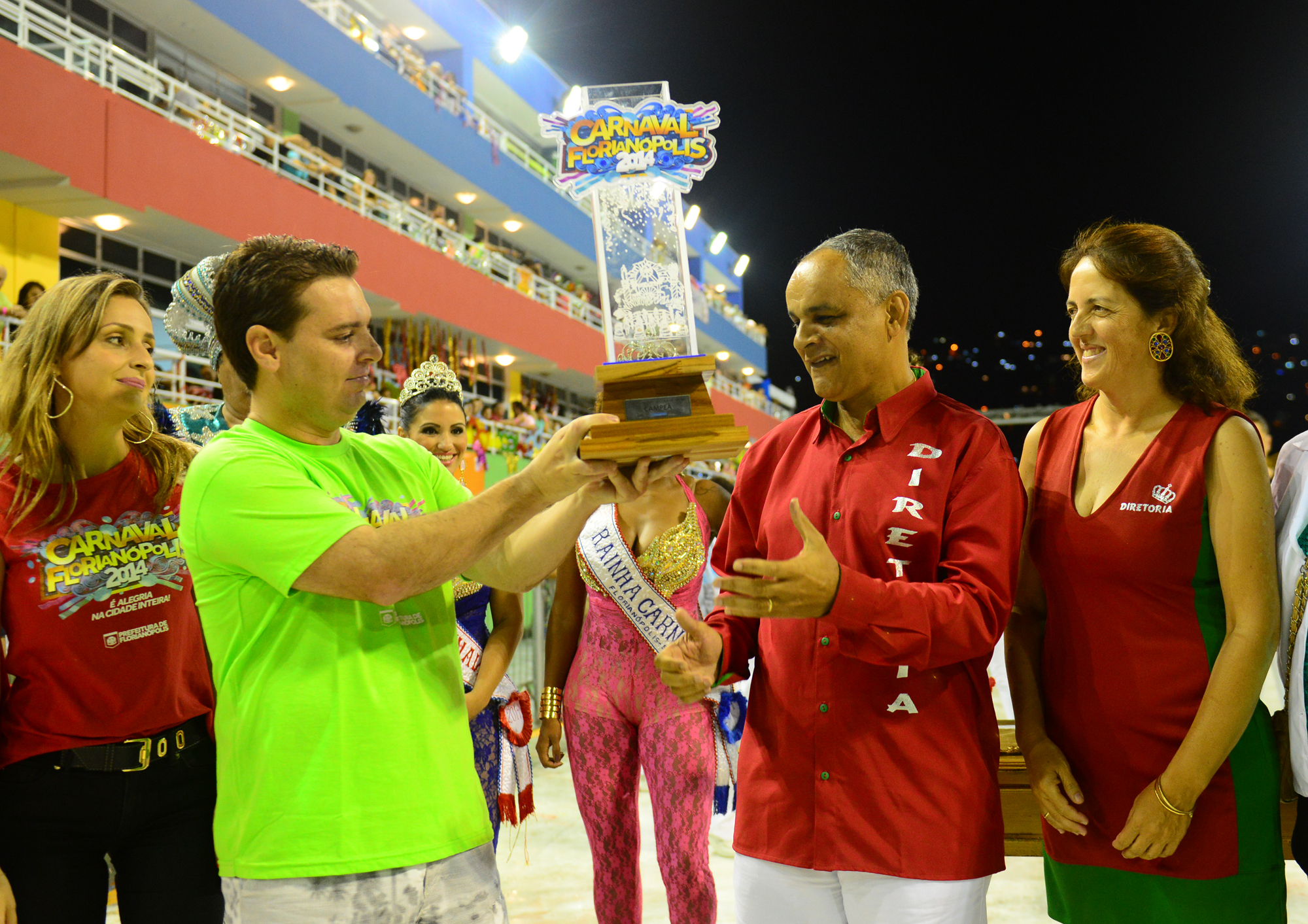
O então prefeito de Florianópolis César Souza Júnior entregando um prêmio para a diretoria da Protegidos em 2014, durante o desfile das campeãs.

| Ano  | Nome                                     | Ref.  |
| ---- | ---------------------------------------- | ----- |
| 1970 | Hélio Norberto da Silva                  |       |
| 1983 | Hélio Norberto da Silva (Hélio Cabrinha) |       |
| 2009 | Moacyr Gomes                             |       |
| 2010 | Moacyr Gomes                             |       |
| 2011 | Moacyr Gomes                             |       |
| 2012 | Moacyr Gomes                             |       |
| 2013 | Moacyr Gomes                             |       |
| 2014 | Moacyr Gomes                             | [ 6 ] |
| 2015 | Moacyr Gomes                             | [ 6 ] |
| 2016 | Alessandro Padilha (Leco)                |       |
| 2017 | Alessandro Padilha (Leco)                |       |
| 2018 | Alessandro Padilha (Leco)                |       |
| 2019 | Comissão                                 |       |
| 2020 | Luiz Carlos Nunes (Macarrão)             |       |
| 2021 | Luiz Carlos Nunes (Macarrão)             |       |
| 2022 | Marcelo Domingos Pereira                 |       |
| 2023 | Marcelo Domingos Pereira                 |       |
| 2024 | Marcelo Domingos Pereira                 |       |

### Diretores

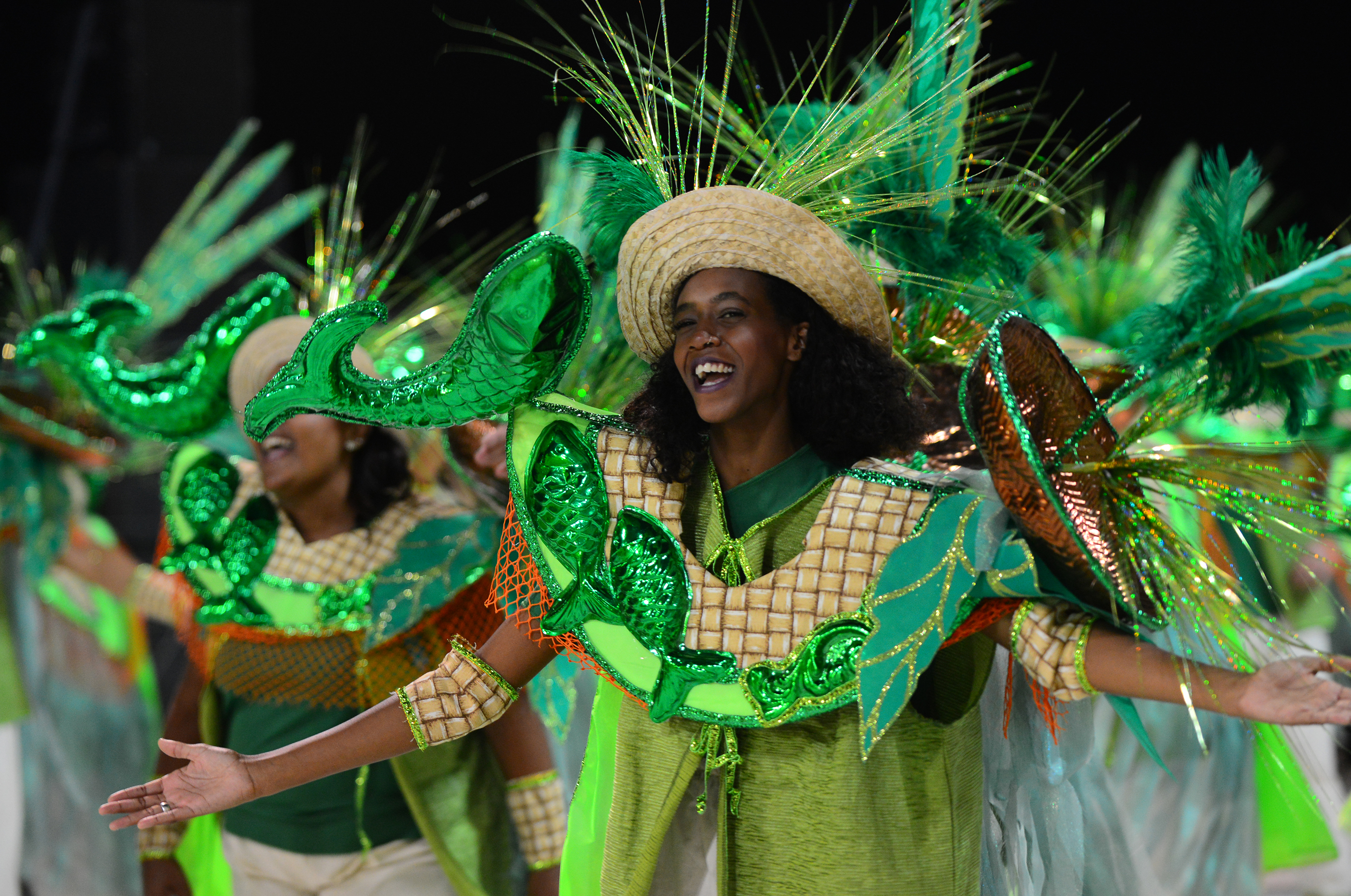
Desfile da Protegidos em 2014.

| Ano  | Diretor de Carnaval | Diretor de harmonia               | Mestre de bateria   | Ref.        |
| ---- | --- | --------------------------------- | ------------------- | ----------- |
| 1983 | | Nivaldo Ulysséa Mattos            | João Isaac M. Cunha |             |
| 2010 | |                                   | Marcelo Dutra       |             |
| 2011 | Jorge Lautert |                                   | Marcelo Dutra       | [ 7 ]       |
| 2012 | |                                   | Marcelo Dutra       |             |
| 2013 | Não Houve Desfile | Não Houve Desfile                 | Não Houve Desfile   |             |
| 2014 | | Carriço, Giovani, Dinho e Adriano | Marcelo Dutra       |             |
| 2015 | Comissão de Carnaval (Andreza Padilha, Geany Santos, Marcelo Dutra, Patrícia Gomes, Raphael Soares, Zezinho Carriço, Alan Cardozo, Willian Tadeu e Moacyr Gomes) | Carriço, Giovani, Dinho e Adriano | Marcelo Dutra       | [ 6 ] [ 8 ] |
| 2016 | |                                   | Marcelo Dutra       |             |
| 2017 | | Zezinho Carriço                   |                     |             |
| 2018 | | Paulo Giovani Barbosa             | Marcelo Dutra       |             |
| 2019 | |                                   | Marcelo Dutra       |             |
| 2020 | | Paulo Giovani Barbosa             | Marcelo Dutra       |             |
| 2021 | Não Houve Carnaval | Não Houve Carnaval                | Não Houve Carnaval  |             |
| 2022 | Não Houve Carnaval | Não Houve Carnaval                | Não Houve Carnaval  |             |
| 2023 | Alessandro Padilha (Leco) | Andreza Barbosa                   | Marcelo Dutra       |             |
| 2024 | Alessandro Padilha (Leco) | Andreza Barbosa                   | Marcelo Dutra       |             |

### Coreógrafo
| Ano  | Nome                           | Ref.  |
| ---- | ------------------------------ | ----- |
| 2011 | Carlos Cabral                  | [ 7 ] |
| 2014 |                                |       |
| 2015 | Juliana Rabello e Maria Morena |       |
| 2016 |                                |       |
| 2019 | Giovana Vieira (Gica)          |       |
| 2020 | Giovana Vieira (Gica)          |       |
| 2023 | Anderson Machado               |       |
| 2024 | Anderson Machado               |       |

### Casal de Mestre-sala e Porta-bandeira

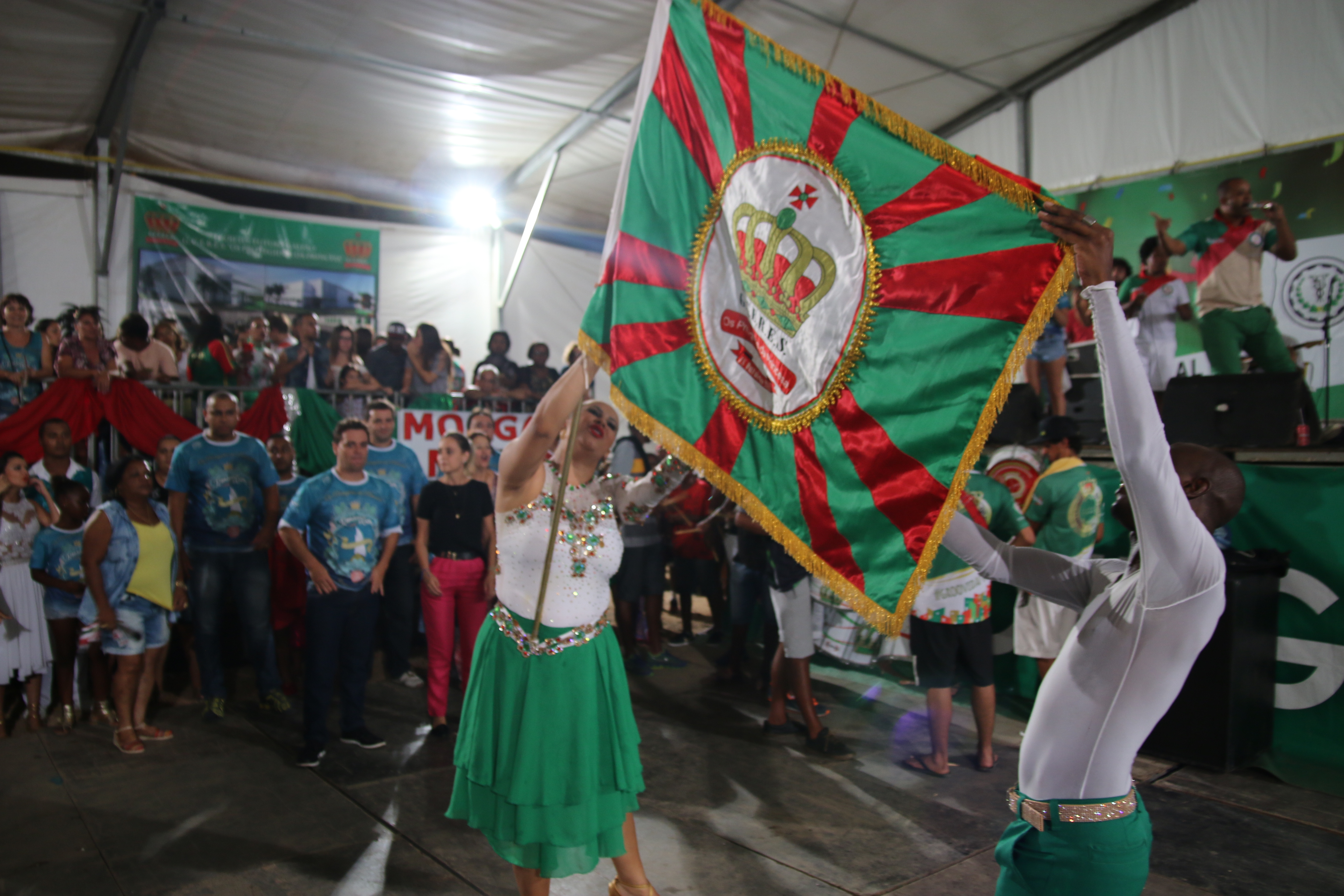
Mestre-sala e porta-bandeira em um ensaio.

| Ano  | Nome                                           | Ref.  |
| ---- | ---------------------------------------------- | ----- |
| 2009 | Rafael Nunes e Nizilaine                       |       |
| 2010 | Thiaguinho e Nizilaine                         |       |
| 2011 | Thiaguinho e Nizilaine                         |       |
| 2012 | Luiz Carlos Araújo (Lu) e Nizilaine            |       |
| 2013 | Não Houve Carnaval                             |       |
| 2014 | Luiz Carlos Araújo (Lu) e Patrícia Kelly Gomes |       |
| 2015 | Luiz Carlos Araújo (Lu) e Patrícia Kelly Gomes | [ 8 ] |
| 2016 | Lincoln Carmindo e Patrícia Kelly Gomes        | [ 9 ] |
| 2017 | Lincoln Carmindo e Patrícia Kelly Gomes        |       |
| 2018 | Lincoln Carmindo e Patrícia Kelly Gomes        |       |
| 2019 | Lincoln Carmindo e Patrícia Kelly Gomes        |       |
| 2020 | Lincoln Carmindo e Patrícia Kelly Gomes        |       |
| 2021 | Não Houve Carnaval                             |       |
| 2022 | Não Houve Carnaval                             |       |
| 2023 | Lincoln Carmindo e Patrícia Kelly Gomes        |       |
| 2024 | Lincoln Carmindo e Patrícia Kelly Gomes        |       |

### Corte de bateria
| Ano                            | Rainha          | Madrinha | Ref.  |
| ------------------------------ | --------------- | -------- | ----- |
| 2015                           | Winnie da Costa |          | [ 6 ] |
| 2016                           |                 |          |       |
| 2019                           | Lucia Bregeron  |          |       |
| 2020                           | Lucia Bregeron  |          |       |
| 2021 e 2022 Não houve desfiles |                 |          |       |
| 2023                           | Lucia Bregeron  |          |       |
| 2024                           | Mariana Souza   |          |       |

## Carnavais
| Ano                                                             | Colocação   | Grupo    | Enredo | Carnavalesco                                                                                                 | Intérprete             | Ref.         |
| --------------------------------------------------------------- | ----------- | -------- | --- | --- | ---------------------- | ------------ |
| 1949                                                            | Campeã      | Especial | | |                        | [ 10 ]       |
| 1950                                                            | Campeã      | Especial | | |                        | [ 11 ]       |
| 1951                                                            | Campeã      | Especial | | |                        | [ 12 ]       |
| Não ocorreram desfiles entre 1952 e 1954. Não desfilou em 1955. |             |          | | |                        |              |
| 1957                                                            | Campeã      | Especial | | |                        | [ 13 ]       |
| 1958                                                            | Campeã      | Especial | | |                        | [ 14 ]       |
| 1959                                                            | Campeã      | Especial | | |                        | [ 15 ]       |
| 1960                                                            | Campeã      | Especial | | |                        | [ 16 ]       |
| 1961                                                            | Campeã      | Especial | | |                        | [ 17 ]       |
| 1962                                                            | Vice-campeã | Especial | | |                        |              |
| 1963                                                            | Campeã      | Especial | | |                        | [ 18 ]       |
| 1964                                                            | Campeã      | Especial | | |                        | [ 19 ]       |
| 1965                                                            | Campeã      | Especial | | |                        | [ 20 ]       |
| 1966                                                            |             | Especial | | |                        |              |
| 1967                                                            |             | Especial | | |                        |              |
| 1968                                                            | Campeã      | Especial | | |                        | [ 21 ]       |
| 1969                                                            | Campeã      | Especial | O Mundo Homenageia o Samba para a Alegria de um Povo                                                                                                | |                        | [ 22 ]       |
| 1970                                                            | Campeã      | Especial | Independência do Brasil Imperial | |                        | [ 23 ]       |
| 1971                                                            | Campeã      | Especial | | |                        | [ 24 ]       |
| 1972                                                            | Vice-campeã | Especial | | |                        |              |
| Não desfilou em 1973.                                           |             |          | | |                        |              |
| 1974                                                            | 3º lugar    | Especial | | |                        |              |
| 1975                                                            | Campeã      | Especial | História da Preta Velha | |                        | [ 25 ]       |
| 1976                                                            |             | Especial | | |                        |              |
| 1977                                                            | Campeã      | Especial | Heroína de dois mundos - Anita Garibaldi. | |                        | [ 26 ]       |
| 1978                                                            | Campeã      | Especial | Cruz e Sousa – Alegria do povo e orgulho da raça | | João Elói Silva        | [ 27 ]       |
| 1979                                                            | Campeã      | Especial | A visita da Família Imperial a Santo Amaro da Imperatriz                                                                                            | |                        | [ 28 ]       |
| 1980                                                            | Vice-campeã | Especial | O Recado da Natureza | |                        |              |
| 1981                                                            | Campeã      | Especial | Riquezas no Paraíso | |                        | [ 29 ]       |
| 1982                                                            |             | Especial | Sol e Chuva, casamento de viúva | |                        |              |
| 1983                                                            | Campeã      | Especial | Das Bananeiras do Libânio ao Palácio do Samba | Otávio Santos (figurinista), Jairo Barcello (alegorias de mão) e Carlos Magno (carro enredo)                 |                        | [ 30 ]       |
| 1984                                                            |             | Especial | Xirê - Festa dos Orixás | Carlos Magno e Rosângela Pinto da Silva                                                                      |                        |              |
| 1985                                                            | Campeã      | Especial | Na Cauda do Cometa Platinado | Carlos Magno (alegorias), Otávio Santos (figurinos) e Luiz Carlos Santana (cabeças e adereços)               |                        |              |
| 1986                                                            |             | Especial | Em busca do destino | Max Lopes e Haroldo da Silva                                                                                 | Abílio Martins         |              |
| 1987                                                            |             | Especial | A terra é mais que boa, quem disser o contrário mente... mente? (Casos e ocasos raros)                                                              | | Neguinho da Beija-Flor |              |
| Não ocorreram desfiles em 1988.                                 |             |          | | |                        |              |
| 1989                                                            |             | Especial | Pindorama | | Jorge e Campos         |              |
| 1990                                                            |             | Especial | A Farra do Boi e a Farra do Homem; Verdade e Mentira                                                                                                | Airton de Oliveira e Renato Cabral                                                                           | Alberto Vitor          |              |
| 1991                                                            |             | Especial | | |                        |              |
| 1993                                                            |             | Especial | O corpo humano - A fantástica máquina humana | |                        |              |
| Não ocorreram desfiles em 1994.                                 |             |          | | |                        |              |
| 1995                                                            | 4º lugar    | Especial | Duduco, um ser de luz | Alexandre Gouveia Martins                                                                                    |                        |              |
| 1996                                                            |             | Especial | Floripa: A Terra do já teve | |                        |              |
| Não ocorreram desfiles em 1997 e 1998.                          |             |          | | |                        |              |
| 1999                                                            | Vice-campeã | Especial | Jamais Algum Poeta Teve Tanto Pra Cantar - Zininho                                                                                                  | | Paulinho Carioca       |              |
| 2000                                                            | Vice-Campeã | Especial | Princesa canta encanta Santa Catarina ajudando a tecer os 500 anos do Brasil                                                                        | | Paulinho Carioca       |              |
| 2001                                                            | Campeã      | Especial | O Manezinho que Encantou o Mundo | Paulinho Trindade                                                                                            | Paulinho Carioca       | [ 31 ]       |
| 2002                                                            | Campeã      | Especial | Uma Ópera na Avenida. Carlos Gomes - O Guarany | Paulinho Trindade                                                                                            | Alan Cardozo           | [ 32 ]       |
| 2003                                                            | 3º lugar    | Especial | A ostra que encantou Michel Gaio | Paulinho Trindade                                                                                            |                        |              |
| 2004                                                            | 3º lugar    | Especial | Primavera no verão palco na avenida Ruth Gleber é princesa as "Vozes são de todas as estações.                                                      | Paulinho Trindade                                                                                            | Borog                  |              |
| 2005                                                            | 4º lugar    | Especial | A ilha que Aldiro Sonhou | | Borog                  |              |
| 2006                                                            | 4º lugar    | Especial | Não queirais ser guia dos povos mas antes seus companheiros de viagem                                                                               | | Alan Cardozo           | [ 33 ]       |
| 2007                                                            | 3º lugar    | Especial | No arraial do samba - "juninhas brasileiras" de norte a sul.                                                                                        | Márcio Schutz                                                                                                | Alan Cardozo           |              |
| 2008                                                            | 3º lugar    | Especial | Terra Querida! És o encanto de minha vida. Palhoça, Bela por Natureza                                                                               | Márcio Schutz                                                                                                | Alan Cardozo           |              |
| 2009                                                            | 3º lugar    | Especial | Beto Carrero, o Herói Cavaleiro do Brasil: Uma Arquitetura da Alegria!                                                                              | Paulinho Trindade                                                                                            | Alan Cardozo           |              |
| 2010                                                            | Vice-campeã | Especial | Um Grito em favor da vida, Energia Renovável é a Terra preservada Compositores:Conrado Laurindo, Fred Inspiração, Mancha do Cavaco e Willian Tadeu. | Paulinho Trindade                                                                                            | Alan Cardozo           | [ 34 ]       |
| 2011                                                            | 3° lugar    | Especial | Ein prosit, Oktober! Cerveja, o pão líquido dos deuses                                                                                              | Raphaela Perrut, Elson Pereira e Willian Tadeu                                                               | Alan Cardozo           | [ 35 ]       |
| 2012                                                            | 4º lugar    | Especial | Contestado - 100 anos da Insurreição Xucra | Raphael Soares                                                                                               | Alan Cardozo           | [ 36 ]       |
| Não ocorreram desfiles em 2013.                                 |             |          | | |                        |              |
| 2014                                                            | Campeã      | Especial | O Divino Zumblick | Raphael Soares                                                                                               | Alan Cardozo           | [ 37 ]       |
| 2015                                                            | Campeã      | Especial | Emoldurada pelo mar, uma história que me representa – crônica de uma cidade em transformação                                                        | Raphael Soares                                                                                               | Alan Cardozo           | [ 5 ] [ 38 ] |
| 2016                                                            | Vice-Campeã | Especial | Primaveras Russas – Uma história do mundo em partituras                                                                                             | Raphael Soares                                                                                               | Alan Cardozo           | [ 39 ]       |
| 2017                                                            | 4º lugar    | Especial | Aparaço - O mito do povo cobra | Willian Tadeu                                                                                                | Alan Cardozo           | [ 40 ]       |
| 2018                                                            | Vice-Campeã | Especial | Das terras kaingangs às terras do futuro | J.A. Beirão                                                                                                  | Alan Cardozo           | [ 41 ]       |
| 2019                                                            | 4º lugar    | Especial | Xirê - Festa dos Orixás | J.A. Beirão                                                                                                  | Alan Cardozo           |              |
| 2020                                                            | 3° lugar    | Especial | O Último Baile do Cangaço | J.A. Beirão                                                                                                  | Gi Guedes              | [ 42 ]       |
| Não ocorreram desfiles em 2021 e 2022.                          |             |          | | |                        |              |
| 2023                                                            | 5º lugar    | Especial | Mil Faces Sobrevivem no Palco da ilusão: Solte a voz por resistência e tradição!                                                                    | Christian Fonseca, Fernando Constâncio, Lucas Lopes, Luiz Di Paulanis e Marcelo Dutra (Comissão de Carnaval) | Lú Astral              |              |
| 2024                                                            | 5° lugar    | Especial | "Nessa noite lá no morro se fez batucada" - A Celebração da Princesa no Palácio Seguro do Samba                                                     | Christian Fonseca, Fernando Constâncio e Ley Vaz                                                             | Lú Astral              |              |
| 2025                                                            | 7° Lugar    | Especial | As lavadeiras do Rio da Bulha: Nas águas d'Oxum, um canto negro de fé e liberdade                                                                   | Ley Vaz, Paulinho Trindade e Jader Moraes                                                                    | Lú Astral              |              |
| 2026                                                            |             | Especial | 14 de maio: o dia que ainda não acabou! Minha alma resiste e meu corpo é de luta!                                                                   | |                        |              |